# Islandia na Letnich Igrzyskach Olimpijskich 2004
Islandię na Letnich Igrzyskach Olimpijskich w Atenach reprezentowało 26 zawodników, w tym 5 kobiet. Najmłodszym zawodnikiem była Ragnheiður Ragnarsdóttir (19 lat). Najstarszym zawodnikiem był Guðmundur Hrafnkelsson (39 lat). Reprezentacja Islandii nie zdobyła żadnego medalu.

## Zawodnicy

### Gimnastyka

#### Mężczyźni
| Zawodnik            | Konkurencja                 | Eliminacje | Eliminacje | Finał     | Finał   | Źródło      |
| Zawodnik            | Konkurencja                 | Wynik      | Pozycja    | Wynik     | Pozycja | Źródło      |
| ------------------- | --------------------------- | ---------- | ---------- | --------- | ------- | ----------- |
| Rúnar Alexandersson | Wielobój indywidualnie      | 54,798 pkt | 35.        | NQ        | NQ      | [ 1 ] [ 2 ] |
| Rúnar Alexandersson | Ćwiczenie wolne             | 8,7 pkt    | 74         | NQ        | NQ      | [ 1 ] [ 2 ] |
| Rúnar Alexandersson | Skok przez konia            | 8,887 pkt  | 78.        | NQ        | NQ      | [ 1 ] [ 2 ] |
| Rúnar Alexandersson | Ćwiczenia na poręczach      | 9,312 pkt  | 51.        | NQ        | NQ      | [ 1 ] [ 2 ] |
| Rúnar Alexandersson | Ćwiczenia na drążku         | 9 pkt      | 65.        | NQ        | NQ      | [ 1 ] [ 2 ] |
| Rúnar Alexandersson | Ćwiczenia na kółkach        | 9,162 pkt  | 58.        | NQ        | NQ      | [ 1 ] [ 2 ] |
| Rúnar Alexandersson | Ćwiczenia na koniu z łękami | 9,737 pkt  | 6. Q       | 9,725 pkt | 7.      | [ 3 ]       |

### Lekkoatletyka

#### Mężczyźni

##### Wieloboje
| Zawodnik            | Konkurencja   |          | 100 m   | Skok w dal | Kula    | Skok wzwyż | 400 m | 110 m ppł. | Dysk | Tyczka | Oszczep | 1500 m | Wynik końcowy    | Źródło |
| ------------------- | ------------- | -------- | ------- | ---------- | ------- | ---------- | ----- | ---------- | ---- | ------ | ------- | ------ | ---------------- | ------ |
| Jón Arnar Magnússon | Dziesięciobój | Rezultat | 11.05   | 7,12 m     | 14,98 m | DNS        | DNS   | DNS        | DNS  | DNS    | DNS     | DNS    | Nieklasyfikowany | [ 4 ]  |
| Jón Arnar Magnússon | Dziesięciobój | Punkty   | 850 pkt | 842 pkt    | 788 pkt | DNS        | DNS   | DNS        | DNS  | DNS    | DNS     | DNS    | Nieklasyfikowany | [ 4 ]  |

#### Kobiety

##### Konkurencje techniczne
| Zawodniczka           | Konkurencja  | Eliminacje | Eliminacje | Finał  | Finał   | Źródło |
| Zawodniczka           | Konkurencja  | Wynik      | Pozycja    | Wynik  | Pozycja | Źródło |
| --------------------- | ------------ | ---------- | ---------- | ------ | ------- | ------ |
| Þórey Edda Elísdóttir | Rzut dyskiem | 4,40 m     | 10. Q      | 4,55 m | 5.      | [ 5 ]  |

### Piłka ręczna
| Zawodnik         | Faza grupowa      | Faza grupowa      | Faza grupowa     | Faza grupowa             | Faza grupowa     | Faza grupowa                       | Faza grupowa | Mecz o 9. miejsce | Ćwierćfinały     | Półfinały        | O Brąz           | Finał            | Pozycja | Źródło |
| Zawodnik         | Przeciwnik Wynik  | Przeciwnik Wynik  | Przeciwnik Wynik | Przeciwnik Wynik         | Przeciwnik Wynik | Punkty Bilans meczów Bilans bramek | Pozycja      | Przeciwnik Wynik  | Przeciwnik Wynik | Przeciwnik Wynik | Przeciwnik Wynik | Przeciwnik Wynik | Pozycja | Źródło |
| ---------------- | ----------------- | ----------------- | ---------------- | ------------------------ | ---------------- | ---------------------------------- | ------------ | ----------------- | ---------------- | ---------------- | ---------------- | ---------------- | ------- | ------ |
| drużyna mężczyzn | Chorwacja P 30-34 | Hiszpania P 23-31 | Słowenia Z 30-25 | Korea Południowa P 30-34 | Rosja P 30-34    | 2 pkt 1-0-4 143-158                | 5.           | Brazylia Z 29-25  | NQ               | NQ               | NQ               | NQ               | 9.      | [ 6 ]  |

#### Skład
| Numer | Zawodnik                 | Pozycja          | Wiek | Klub                 |
| ----- | ------------------------ | ---------------- | ---- | -------------------- |
| 1     | Roland Eradze            | Bramkarz         | 33   | Valur Reykjavík      |
| 2     | Róbert Sighvatsson       | Obrotowy         | 31   | HSG Wetzlar          |
| 3     | Kristján Andrésson       | Środkowy obrońca | 23   | Eskilstuna Guif      |
| 4     | Einar Örn Jónsson        | Prawoskrzydłowy  | 27   | SG Wallau/Massenheim |
| 5     | Sigfús Sigurðsson        | Obrotowy         | 29   | SC Magdeburg         |
| 6     | Dagur Sigurðsson         | Lewy obrońca     | 31   | A1 Bregenz           |
| 8     | Gylfi Gylfason           | Prawoskrzydłowy  | 26   | Wilhelmshavener HV   |
| 9     | Guðjón Valur Sigurðsson  | Lewoskrzydłowy   | 25   | TUSEM Essen          |
| 10    | Snorri Steinn Guðjónsson | Środkowy obrońca | 22   | TV Großwallstadt     |
| 11    | Ólafur Stefánsson        | Prawy obrońca    | 31   | BM Ciudad Real       |
| 12    | Gudmundur Hrafnkelsson   | Bramkarz         | 39   | SG Kronau/Östringen  |
| 13    | Rúnar Sigtryggsson       | Lewy obrońca     | 32   | ThSV Eisenach        |
| 15    | Ásgeir Örn Hallgrímsson  | Prawy obrońca    | 20   | Haukar Handball      |
| 17    | Jalesky Garcia Padron    | Lewy obrońca     | 29   | Frisch Auf Göppingen |
| 18    | Róbert Gunnarsson        | Obrotowy         | 24   | Aarhus Håndbold      |

#### Mecze
| Faza              | Data       | Przeciwnik       | Wynik         | Bramki dla Islandii |
| ----------------- | ---------- | ---------------- | ------------- | --- |
| Faza grupowa      | 14.08.2004 | Chorwacja        | 34-30 (16-12) | Ó. Stefánsson – 8 G. V. Sigurðsson – 7 S. Sigurðsson – 5 J. Garcia Padron – 5 E. Ö. Jónsson – 2 D. Sigurðsson – 1 S. S. Guðjónsson – 1 R. Gunnarsson – 1                                                             |
| Faza grupowa      | 16.08.2004 | Hiszpania        | 23-31 (12-13) | Ó. Stefánsson – 6 E. Ö. Jónsson – 5 G. V. Sigurðsson – 4 S. S. Guðjónsson – 3 S. Sigurðsson – 2 J. Garcia Padron – 2 R. Gunnarsson – 1                                                                               |
| Faza grupowa      | 18.08.2004 | Słowenia         | 30-25 (10-10) | G. V. Sigurðsson – 7 Ó. Stefánsson – 6 J. Garcia Padron – 6 R. Gunnarsson – 4 S. Sigurðsson – 2 S. S. Guðjónsson – 2 G. Gylfason – 1 R. Sigtryggsson – 1 Á. Ö. Hallgrímsson – 1                                      |
| Faza grupowa      | 20.08.2004 | Korea Południowa | 34-30 (16-13) | Ó. Stefánsson – 10 J. Garcia Padron – 6 S. Sigurðsson – 5 G. Gylfason – 3 G. V. Sigurðsson – 3 D. Sigurðsson – 1 S. S. Guðjónsson – 1 R. Sigtryggsson – 1                                                            |
| Faza grupowa      | 22.08.2004 | Rosja            | 34-30 (17-11) | Ó. Stefánsson – 10 R. Gunnarsson – 5 S. Sigurðsson – 3 G. V. Sigurðsson – 3 Á. Ö. Hallgrímsson – 3 E. Ö. Jónsson – 2 G. Gylfason – 2 R. Sigtryggsson – 1 J. Garcia Padron – 1                                        |
| Mecz o 9. miejsce | 24.08.2004 | Brazylia         | 25-29 (11-13) | G. V. Sigurðsson – 8 J. Garcia Padron – 5 Ó. Stefánsson – 3 R. Sighvatsson – 2 E. Ö. Jónsson – 2 S. Sigurðsson – 2 S. S. Guðjónsson – 2 R. Gunnarsson – 2 G. Gylfason – 1 R. Sigtryggsson – 1 Á. Ö. Hallgrímsson – 1 |

### Pływanie

#### Mężczyźni
| Zawodnik               | Konkurencja             | Eliminacje | Eliminacje | Półfinały | Półfinały | Finał | Finał   | Pozycja | Źródło |
| Zawodnik               | Konkurencja             | Czas       | Pozycja    | Czas      | Pozycja   | Czas  | Pozycja | Pozycja | Źródło |
| ---------------------- | ----------------------- | ---------- | ---------- | --------- | --------- | ----- | ------- | ------- | ------ |
| Örn Arnarson           | 50 m stylem dowolnym    | 23.84      | 6.         | NQ        | NQ        | NQ    | NQ      | 54.     | [ 8 ]  |
| Jakob Jóhann Sveinsson | 100 m stylem klasycznym | 1:02.97    | 1.         | NQ        | NQ        | NQ    | NQ      | 23.     | [ 9 ]  |
| Jakob Jóhann Sveinsson | 200 m stylem klasycznym | 2:15.60    | 3.         | NQ        | NQ        | NQ    | NQ      | 21.     | [ 9 ]  |
| Hjörtur Már Reynisson  | 100 m stylem motylkowym | 55.12      | 3.         | NQ        | NQ        | NQ    | NQ      | 42.     | [ 10 ] |

#### Kobiety
| Zawodnik                   | Konkurencja             | Eliminacje | Eliminacje | Półfinały | Półfinały | Finał | Finał   | Pozycja | Źródło |
| Zawodnik                   | Konkurencja             | Czas       | Pozycja    | Czas      | Pozycja   | Czas  | Pozycja | Pozycja | Źródło |
| -------------------------- | ----------------------- | ---------- | ---------- | --------- | --------- | ----- | ------- | ------- | ------ |
| Ragnheidur Ragnarsdóttir   | 50 m stylem dowolnym    | 26.36      | 2.         | NQ        | NQ        | NQ    | NQ      | 31.     | [ 11 ] |
| Ragnheidur Ragnarsdóttir   | 100 m stylem dowolnym   | 58.47      | 8.         | NQ        | NQ        | NQ    | NQ      | 40.     | [ 11 ] |
| Íris Edda Heimisdóttir     | 100 m stylem klasycznym | 1:15.35    | 8.         | NQ        | NQ        | NQ    | NQ      | 40.     | [ 12 ] |
| Kolbrún Ýr Kristjánsdóttir | 100 m stylem motylkowym | 1:02.33    | 6.         | NQ        | NQ        | NQ    | NQ      | 31.     | [ 13 ] |
| Lára Hrund Bjargardóttir   | 200 m stylem zmiennym   | 2:22.00    | 4.         | NQ        | NQ        | NQ    | NQ      | 27.     | [ 14 ] |

### Żeglarstwo
| Zawodnik           | Konkurencja | Czas i pozycja w wyścigu | Czas i pozycja w wyścigu | Czas i pozycja w wyścigu | Czas i pozycja w wyścigu | Czas i pozycja w wyścigu | Czas i pozycja w wyścigu | Czas i pozycja w wyścigu | Czas i pozycja w wyścigu | Czas i pozycja w wyścigu | Czas i pozycja w wyścigu | Czas i pozycja w wyścigu | Wynik końcowy | Wynik końcowy | Źródło |
| Zawodnik           | Konkurencja | Czas i pozycja w wyścigu | Czas i pozycja w wyścigu | Czas i pozycja w wyścigu | Czas i pozycja w wyścigu | Czas i pozycja w wyścigu | Czas i pozycja w wyścigu | Czas i pozycja w wyścigu | Czas i pozycja w wyścigu | Czas i pozycja w wyścigu | Czas i pozycja w wyścigu | Czas i pozycja w wyścigu | Punkty        | Pozycja       | Źródło |
| Zawodnik           | Konkurencja | 1                        | 2                        | 3                        | 4                        | 5                        | 6                        | 7                        | 8                        | 9                        | 10                       | 11                       | Punkty        | Pozycja       | Źródło |
| ------------------ | ----------- | ------------------------ | ------------------------ | ------------------------ | ------------------------ | ------------------------ | ------------------------ | ------------------------ | ------------------------ | ------------------------ | ------------------------ | ------------------------ | ------------- | ------------- | ------ |
| Hafsteinn Geirsson | Klasa Laser | 51:22                    | 43:22                    | 1:10:48                  | 59:55                    | 1:00:17                  | DNF (43 pkt)             | 59:28                    | 59:35                    | 1:09:01                  | 1:07:25                  | 1:00:02                  | 344 pkt       | 40.           | [ 16 ] |
| Hafsteinn Geirsson | Klasa Laser | 28.                      | 36.                      | 42.                      | 36.                      | 35.                      | DNF (43 pkt)             | 39.                      | 38.                      | 40.                      | 35.                      | 15.                      | 344 pkt       | 40.           | [ 16 ] |